# Kötélhúzás az 1906. évi nyári olimpiai játékokon
Az 1906-os pánhellén olimpián négy csapat részvételével kötélhúzó versenyt rendeztek.

## Éremtáblázat
| Az 1906. évi nyári olimpiai játékok éremtáblázata kötélhúzásban | Az 1906. évi nyári olimpiai játékok éremtáblázata kötélhúzásban | Az 1906. évi nyári olimpiai játékok éremtáblázata kötélhúzásban | Az 1906. évi nyári olimpiai játékok éremtáblázata kötélhúzásban | Az 1906. évi nyári olimpiai játékok éremtáblázata kötélhúzásban | Olimpia  |
| --------------------------------------------------------------- | --------------------------------------------------------------- | --------------------------------------------------------------- | --------------------------------------------------------------- | --------------------------------------------------------------- | -------- |
|                                                                 | Ország                                                          | Arany                                                           | Ezüst                                                           | Bronz                                                           | Összesen |
| 1.                                                              | Németország (GER)                                               | 1                                                               | 0                                                               | 0                                                               | 1        |
| 2.                                                              | Görögország (GRE)                                               | 0                                                               | 1                                                               | 0                                                               | 1        |
| 3.                                                              | Svédország (SWE)                                                | 0                                                               | 0                                                               | 1                                                               | 1        |
|                                                                 |                                                                 |                                                                 |                                                                 |                                                                 |          |
| Összesen                                                        | Összesen                                                        | 1                                                               | 1                                                               | 1                                                               | 3        |

## Érmesek
| Az 1906. évi nyári olimpiai játékok éremtáblázata kötélhúzásban                                                              | Az 1906. évi nyári olimpiai játékok éremtáblázata kötélhúzásban                                                                                                  | Az 1906. évi nyári olimpiai játékok éremtáblázata kötélhúzásban                                                       |
| --- | --- | --- |
| Arany | Ezüst | Bronz |
| Németország (GER) | Görögország (GRE) | Svédország (SWE) |
| Wilhelm Born Wilhelm Dörr Karl Kaltenbach Josef Krämer Wilhelm Ritzenhoff Heinrich Rondi Heinrich Schneidereit Julius Wagner | Andóniosz Cítasz Konsztandínosz Lazárosz Szpirídon Lazárosz Jeórjiosz Papahrísztu Jeórjiosz Pszahosz Vaszíliosz Pszáhosz Panajótisz Trivulídisz Szpirídon Velasz | Erik Granfelt Gustaf Grönberger Anton Gustafsson Oswald Holmberg Eric Lemming Axel Norling Carl Svensson Ture Wersäll |

### Negyedik helyezett csapat (Ausztria)
- Rudolf Arnold
- Henri Baur
- Karl Höltl
- Leopold Lahner
- Rudolf Lindmayer
- Franz Solar
- Josef Steinbach
- Josef Wittmann